# Schweizer Parlamentswahlen 1890
Die Schweizer Parlamentswahlen 1890 fanden am 26. Oktober 1890 statt. Zur Wahl standen 147 Sitze des Nationalrates (zwei mehr als zuvor). Die Wahlen wurden nach dem Majorzwahlrecht vorgenommen, wobei das Land in 52 unterschiedlich grosse Nationalratswahlkreise unterteilt war. Die Freisinnigen (bzw. Radikal-Liberalen) behaupteten sich als stärkste Kraft und erzielten knapp die absolute Mehrheit; ansonsten hielten sich die Sitzverschiebungen in Grenzen. Das neu gewählte Parlament trat in der 15. Legislaturperiode erstmals am 1. Dezember 1890 zusammen.

## Neueinteilung der Wahlkreise

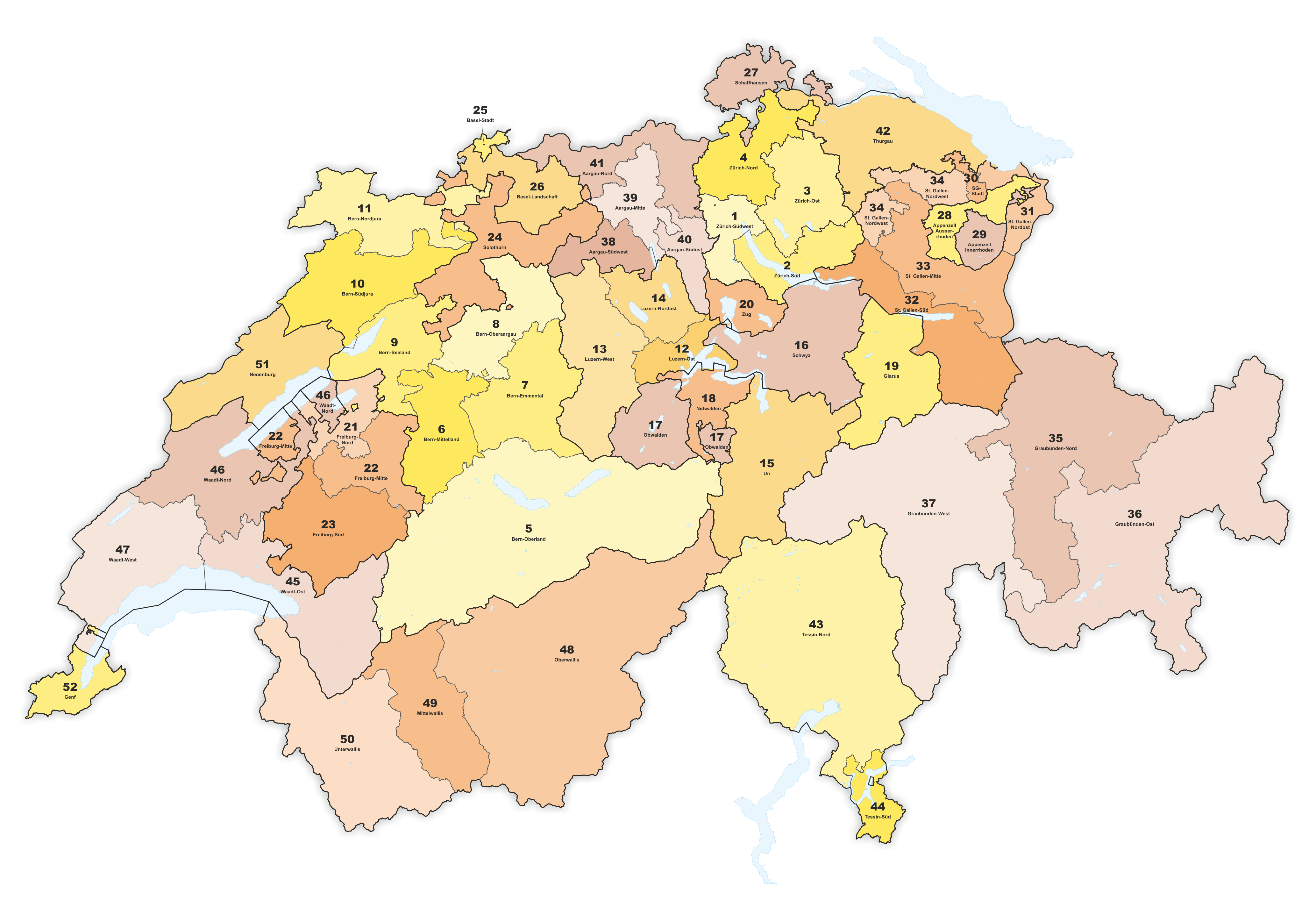
Neueinteilung der Nationalratswahlkreise

Das Majorzwahlrecht stand immer stärker in der Kritik, da es politische Minderheiten benachteiligte. Verschiedene Vorstösse im Parlament forderten den Bundesrat dazu auf, Vorschläge für ein neues Wahlgesetz auszuarbeiten (entweder Anpassung des bisherigen Systems oder Einführung des Proporzes). Ein erster Revisionsversuch scheiterte 1885, doch der Nationalrat überwies umgehend ein neues Postulat der unterlegenen Kommissionsminderheit. Gestützt auf Untersuchungen des Statistikers Joseph Durrer favorisierte der Bundesrat eine Verkleinerung der «Optimalgrösse» eines Wahlkreises von vier auf drei Sitze, was die Chancen kleinerer Parteien erhöhen würde. Er zog sogar die für 1890 vorgesehene Volkszählung um zwei Jahre vor, damit die Neueinteilung so rasch wie möglich angewendet werden könne. Gemäss dem Jahr 1848 festgelegten Grundsatz, dass ein Nationalrat 20'000 Seelen (Einwohner) oder einen Bruchteil von über 10'000 Seelen vertreten müsse, erhöhte sich die Gesamtzahl der Sitze von 145 auf 147. Die Kantone Basel-Stadt, St. Gallen und Zürich erhielten je einen zusätzlichen Sitz. Hingegen verlor der Kanton Tessin einen Sitz aufgrund der Abwanderung der Gotthardbahn-Arbeiter.
In der bundesrätlichen Botschaft war nicht mehr von einer durchgehenden Anwendung des Dreier-Optimums die Rede, da in der Vernehmlassung nur die Kantone Freiburg und Zürich den Vorschlag des Bundesrates vorbehaltlos unterstützten. Gleichwohl sollten alle Fünferwahlkreise in je einen Dreier- und Zweierwahlkreis getrennt werden (mit Ausnahme Genfs, das sich vehement gegen jegliche Aufteilung ausgesprochen hatte). Die vorberatende Kommission des Nationalrates lehnte jegliche Obergrenze bei der Wahlkreisgrösse ab und beschränkte sich auf kleine Retuschen, während die Kommissionsminderheit weiterhin das strikte Dreier-Optimum forderte. Mit 77 zu 50 Stimmen folgte der Nationalrat der Kommissionsmehrheit. Nachdem sich der Ständerat mit 27 zu 11 Stimmen für eine leichte Modifizierung des bundesrätlichen Vorschlags ausgesprochen hatte, beharrte der Nationalrat mit 70 zu 52 auf seinen Beschluss.
Als die ganze Vorlage zu scheitern drohte, rangen sich schliesslich beide Räte zu einem Kompromiss durch. Der Wahlkreis Bern-Jura wurde zweigeteilt – allerdings so, dass die jurassischen Katholisch-Konservativen wahrscheinlich nicht in vollem Umfang davon profitieren würden. Der Wahlkreis um die Stadt Bern wurde zulasten des Seelands leicht vergrössert, hingegen verzichtete man auf eine Aufteilung des Berner Oberlands. Der Wahlkreis um die Stadt Zürich erhielt als erster sechs Sitze zugesprochen, womit man sich noch mehr vom «Optimum» von vier Sitzen entfernte. Im Kanton Aargau schuf man als Reaktion auf zahlreiche Petitionen einen sicheren Einerwahlkreis im Freiamt für die Katholisch-Konservativen. Völlig unbestritten war die Zusammenlegung zweier konservativer Wahlkreise im Kanton Luzern. Der Kanton St. Gallen wiederum erhielt zwei zusätzliche Wahlkreise; weil fast alle politischen Lager zufriedengestellt werden konnten, fand die notwendig gewordene, völlig neue Grenzziehung eine Mehrheit. Das «Bundesgesetz betreffend die Wahlen in den Nationalrat» trat am 20. Juni 1890 in Kraft. Dadurch erhöhte sich die Zahl der Wahlkreise von 49 auf 52.

## Wahlkampf
Dominierendes Wahlkampfthema war der Tessiner Putsch, der überraschend am 11. September 1890 ausbrach. Die Tessiner Liberalen führten einen bewaffneten Staatsstreich gegen die konservative Kantonsregierung durch, nachdem diese wiederholt einer Revision der Verfassung und des unfairen Wahlgesetzes hinausgezögert hatte. Dabei wurde Staatsrat Luigi Rossi durch einen Aufständischen erschossen. Der Bundesrat ordnete daraufhin eine Bundesintervention an, die unter der Leitung von Arnold Künzli stand. Leidenschaftliche Stellungnahmen für und gegen die Bundesintervention liessen verschwunden geglaubte Gegensätze wieder aufleben, wirtschafts- und sozialpolitische Diskussionen wurden hingegen in den Hintergrund gedrängt. Die sich Mitte der 1880er Jahre abzeichnende Konsenspolitik zwischen Freisinnigen und Konservativen beider Konfessionen hatte sich bereits vor dem Tessiner Putsch zu verflüchtigen begonnen. Insbesondere das 1889 ergriffene Referendum gegen das Schuldbetreibungs- und Konkursrecht und das mangelnde Entgegenkommen der Freisinnigen bei der Wahlkreisreform trugen zur Verstimmung bei.
Die Freisinnigen waren während des Wahlkampfs vor allem darauf bedacht, sich gegen rechts abzugrenzen. Als noch weitgehend ungefährlich empfanden sie die im Jahr 1888 gegründete Sozialdemokratische Partei, die erstmals zu den Wahlen antrat. Vielen Wählern war noch nicht bewusst, inwiefern sich die sozialreformerische Programmatik der Sozialdemokraten beispielsweise von jener der Demokraten oder des linken freisinnigen Flügels denn überhaupt unterscheide. Eigentliche Wahlverlierer waren die reformierten Konservativen, die nach 1890 politisch keine Rolle mehr spielten; ihre verbliebenen Vertreter schlossen sich später meist der liberalen Mitte an.
Während der 14. Legislaturperiode hatte es aufgrund von Vakanzen 17 Ersatzwahlen in ebenso vielen Wahlkreisen gegeben, dabei konnte die liberale Mitte um vier Sitze zulegen. 1890 gab es insgesamt 66 Wahlgänge (sieben mehr als drei Jahre zuvor). In 43 von 52 Wahlkreisen waren die Wahlen bereits nach dem ersten Wahlgang entschieden. Nur noch drei Bundesräte traten zu einer Komplimentswahl an; d. h., sie stellten sich als Nationalräte zur Wahl, um sich von den Wählern ihre Legitimation als Mitglieder der Landesregierung bestätigen zu lassen. Dieser in der zweiten Hälfte des 19. Jahrhunderts übliche Brauch fand immer weniger Anhänger. Adolf Deucher, Walter Hauser und Karl Schenk verzichteten bewusst auf eine Komplimentswahl, wurden von der Bundesversammlung dennoch problemlos bestätigt. Mit der letzten Ergänzungswahl am 1. Februar 1891 war der Nationalrat komplett.
Die Wahlbeteiligung stieg im Vergleich zu 1887 um 7,2 Prozentpunkte an. Dies war der zweithöchste Wert in der gesamten bis 1919 dauernden Majorz-Ära. Den höchsten Wert wies wie üblich der Kanton Schaffhausen auf, wo aufgrund der dort geltenden Wahlpflicht 94,3 % ihre Stimme abgaben. Über 80 % Beteiligung verzeichneten auch die Kantone Aargau und Obwalden. Die tiefste Wahlbeteiligung gab es im Kanton Schwyz mit 35,6 %. Die Freisinnigen behaupteten sich erneut als klar stärkste Kraft. Die einzige politische Gruppierung, die Sitzverluste hinnehmen musste, waren die reformierten Konservativen. Erstmals einen Sitz erringen konnten die Sozialdemokraten.

## Ergebnis der Nationalratswahlen

### Gesamtergebnis
Von 664'144 volljährigen männlichen Wahlberechtigten nahmen 415'098 an den Wahlen teil, was einer Wahlbeteiligung von 62,5 % entspricht.
Die 147 Sitze im Nationalrat verteilten sich wie folgt:
- SP: 1
- DL: 15
- FL: 74
- LM: 20
- ER: 2
- KK: 35

| \| Partei \| Sitze 1887 \| vor Auf- lösung \| Sitze 1890 \| +/− \| Wähler- anteil \| +/− \| \| ------- \| ---------- \| --------------- \| ---------- \| --- \| -------------- \| ------ \| \| FL \| 73 \| 71 \| 74 \| +1 \| 40,9 % \| +0,7 % \| \| KK \| 35 \| 32 \| 35 \| ±0 \| 25,6 % \| −2,7 % \| \| LM \| 19 \| 23 \| 20 \| +1 \| 15,7 % \| −0,2 % \| \| DL \| 14 \| 14 \| 15 \| +1 \| 10,4 % \| +1,0 % \| \| ER \| 4 \| 5 \| 2 \| −2 \| 02,4 % \| −1,0 % \| \| SP \| – \| – \| 1 \| +1 \| 03,6 % \| +2,3 % \| \| Diverse \| – \| – \| – \| – \| 01,4 % \| −0,1 % \| | - FL = Freisinnige Linke (Freisinnige, Radikale, Radikaldemokraten) - LM = Liberale Mitte (Liberale, Liberaldemokraten) - KK = Katholisch-Konservative - ER = Evangelische Rechte (evangelische/reformierte Konservative) - DL = Demokratische Linke (Demokraten, Demokratische Partei) - SP = Sozialdemokratische Partei |                 |            |     |                |        |
| Partei | Sitze 1887 | vor Auf- lösung | Sitze 1890 | +/− | Wähler- anteil | +/−    |
| FL | 73 | 71              | 74         | +1  | 40,9 %         | +0,7 % |
| KK | 35 | 32              | 35         | ±0  | 25,6 %         | −2,7 % |
| LM | 19 | 23              | 20         | +1  | 15,7 %         | −0,2 % |
| DL | 14 | 14              | 15         | +1  | 10,4 %         | +1,0 % |
| ER | 4 | 5               | 2          | −2  | 02,4 %         | −1,0 % |
| SP | – | –               | 1          | +1  | 03,6 %         | +2,3 % |
| Diverse | – | –               | –          | –   | 01,4 %         | −0,1 % |

Hinweis: Eine Zuordnung von Kandidaten zu Parteien und politischen Gruppierungen ist (mit Ausnahme der Sozialdemokraten) nur bedingt möglich. Der politischen Wirklichkeit des 19. Jahrhunderts entsprechend kann man eher von Parteiströmungen oder -richtungen sprechen, deren Grenzen teilweise fliessend sind. Die verwendeten Parteibezeichnungen sind daher eine ideologische Einschätzung.

### Ergebnisse in den Kantonen
Die nachfolgende Tabelle zeigt die Verteilung der errungenen Sitze auf die Kantone.
| Kanton                 | Sitze total | Wahl- kreise | Betei- ligung | FL | FL | KK | KK | LM | LM | DL | DL | ER | ER | SP | SP |
| ---------------------- | ----------- | ------------ | ------------- | -- | -- | -- | -- | -- | -- | -- | -- | -- | -- | -- | -- |
| Aargau                 | 10          | 4            | 84,5 %        | 7  | +2 | 1  | −1 | 2  | −1 |    |    |    |    |    |    |
| Appenzell Ausserrhoden | 3           | 1            | 76,4 %        | 1  |    |    |    | 2  |    |    |    |    |    |    |    |
| Appenzell Innerrhoden  | 1           | 1            | 78,7 %        |    |    | 1  | +1 | −  | −1 |    |    |    |    |    |    |
| Basel-Landschaft       | 3           | 1            | 68,2 %        | 3  |    |    |    |    |    |    |    |    |    |    |    |
| Basel-Stadt            | 4           | 1            | 57,4 %        | 3  |    |    |    | 1  | +1 |    |    |    |    |    |    |
| Bern                   | 27          | 7            | 47,5 %        | 24 |    | 1  | +1 | 1  | +1 |    |    | 1  | −2 |    |    |
| Freiburg               | 6           | 3            | 69,1 %        | 1  | +1 | 5  |    | −  | −1 |    |    |    |    |    |    |
| Genf                   | 5           | 1            | 60,3 %        | 2  | −1 |    |    | 3  | +1 |    |    |    |    |    |    |
| Glarus                 | 2           | 1            | 60,6 %        |    |    |    |    | 1  |    | 1  |    |    |    |    |    |
| Graubünden             | 5           | 3            | 69,6 %        | 1  | −1 | 2  |    | 1  |    | 1  | +1 |    |    |    |    |
| Luzern                 | 7           | 3            | 41,7 %        | 2  |    | 5  |    |    |    |    |    |    |    |    |    |
| Neuenburg              | 5           | 1            | 58,2 %        | 5  |    |    |    |    |    |    |    |    |    |    |    |
| Nidwalden              | 1           | 1            | 42,3 %        |    |    | 1  |    |    |    |    |    |    |    |    |    |
| Obwalden               | 1           | 1            | 90,0 %        |    |    | 1  |    |    |    |    |    |    |    |    |    |
| Schaffhausen           | 2           | 1            | 94,3 %        | 1  |    |    |    |    |    | 1  |    |    |    |    |    |
| Schwyz                 | 3           | 1            | 35,6 %        |    |    | 3  |    |    |    |    |    |    |    |    |    |
| Solothurn              | 4           | 1            | 71,1 %        | 3  |    | −  | −1 | 1  | +1 |    |    |    |    |    |    |
| St. Gallen             | 11          | 5            | 79,6 %        | 3  | +1 | 5  |    |    |    | 2  |    | 1  |    |    |    |
| Tessin                 | 6           | 2            | 56,8 %        | 2  |    | 4  | −1 |    |    |    |    |    |    |    |    |
| Thurgau                | 5           | 1            | 75,5 %        | 3  | −1 |    |    | 1  |    | 1  | +1 |    |    |    |    |
| Uri                    | 1           | 1            | 69,4 %        |    |    | 1  |    |    |    |    |    |    |    |    |    |
| Waadt                  | 12          | 3            | 41,4 %        | 12 |    |    |    |    |    |    |    |    |    |    |    |
| Wallis                 | 5           | 3            | 68,1 %        | 1  |    | 4  | +1 | −  | −1 |    |    |    |    |    |    |
| Zug                    | 1           | 1            | 58,7 %        |    |    | 1  |    |    |    |    |    |    |    |    |    |
| Zürich                 | 17          | 4            | 76,1 %        |    |    |    |    | 7  | +1 | 9  | −1 |    |    | 1  | +1 |
| Schweiz                | 147         | 52           | 62,5 %        | 74 | +1 | 35 | ±0 | 20 | +1 | 15 | +1 | 2  | −2 | 1  | +1 |

## Ständerat
Die Wahlberechtigten konnten die Mitglieder des Ständerates nur in elf Kantonen selbst bestimmen: In den Kantonen Basel-Stadt, Graubünden, Solothurn, Thurgau, Zug und Zürich an der Wahlurne, in den Kantonen Appenzell Ausserrhoden, Glarus, Nidwalden, Obwalden und Uri an der Landsgemeinde. In allen anderen Kantonen erfolgte die Wahl indirekt durch die jeweiligen Kantonsparlamente.